# Hans Neumerkel
Hans Georg Neumerkel (* 4. März 1886 in Meerane; † 23. Januar 1946 im Speziallager Nr. 1 Mühlberg) war ein deutscher Reichsgerichtsrat.

## Leben
Nach dem Abitur an der Nikolaischule in Leipzig 1904 studierte er Rechtswissenschaften an den Universitäten Lausanne und Leipzig. Während seiner Studienzeit in Leipzig (Michaeli 1904 bis Ostern 1908) wurde er Mitglied der Leipziger Universitäts-Sängerschaft zu St. Pauli in Mainz (Deutsche Sängerschaft). 1910 wurde er in Leipzig promoviert. 1912 wurde er sächsischer Gerichtsassessor.
1917 kam er als Amtsgerichtsrat nach Oelsnitz. 1920 wurde er nach Hohenstein-Ernstthal versetzt. 1929 wurde er zum Oberlandesgerichtsrat befördert. 1936 kam er an das Reichsgericht in Leipzig. Er war im  II. Zivilsenat tätig. Verheiratet und Vater zweier Kinder, die beide die NS-Zeit nicht überlebt haben. Ermordet 1946 im "Speziallager Nr. 1" durch die sowjetischen Besatzer.
Er war Mitglied der Akademie für Deutsches Recht.

## Schriften
- „Die Anfechtung von Gesellschafts-Versammlungsbeschlüssen der Aktiengesellschaften“, Diss. Leipzig 1910.